# Visnums kyrka
Visnums kyrka är en kyrkobyggnad som tillhör Visnums församling, Karlstads stift. Den ligger i Kristinehamns kommun, cirka 25 kilometer söder om centralorten Kristinehamn.
Den medeltida kyrkplatsen i Visnums socken var belägen omkring 300 meter sydost om den nuvarande. Vid en arkeologisk undersökning 1963 frilades grunden till en träkyrka med samma grundplan som timmerkyrkorna Hammarö och Södra Råda.

## Kyrkobyggnaden
Visnums församlingskyrka är en barockkyrka uppförd 1730–1733 under byggmästare Philip Eckel. Vapenhus byggdes 1742. Exteriören ändrades på 1840-talet, och interiören på 1930-talet.
Den timrade kyrkan har korsformad plan, utbyggd sakristia mellan den östra och norra korsarmen samt vapenhus framför väst-, syd- och nordgaveln. Ingångar via vapenhusen. Kyrkan är såväl exteriört som interiört välbevarad. Kyrkans timmerväggar är spånklädda och rödmålade under spåntäckta, valmade sadeltak; rundbågiga fönsteröppningar. Kyrkorummet täcks av två korslagda trätunnvalv.

## Inventarier
- Altarskåp från 1525 utfört av Visnummästaren.
- Predikstol från 1684–1773.
- Kyrkan äger flera medeltida träskulpturer.

### Orgel
- 1847 byggde Erik Adolf Setterquist, Hallsberg en orgel med 9 1/2 stämmor.
- Den nuvarande orgeln byggdes 1913 av Åkerman & Lund, Sundbybergs köping och är en pneumatisk orgel. Den omdisponerades 1963 av Lindegrens Orgelbyggeri AB, Göteborg. Fasaden är från 1847 års orgel. Orgeln har fasta kombinationer.

| Manual I            | Manual II     | Pedal         | Koppel    |
| Rörflöjt 8'         | Gedackt 8'    | Subbas 16'    | I/P       |
| Principal 4'        | Rörflöjt 4'   | Kvintadena 4' | II/P      |
| Kvintadena 4'       | Principal 2'  |               | II/I      |
| Oktava 2'           | Scharf 2 chor |               | I 4'/I    |
| Waldflöjt 2'        |               |               | II 16'/II |
| Sesquialtera 2 chor |               |               |           |
| Mixtur 3 chor       |               |               |           |
| Krumhorn 8'         |               |               |           |

## Bildgalleri

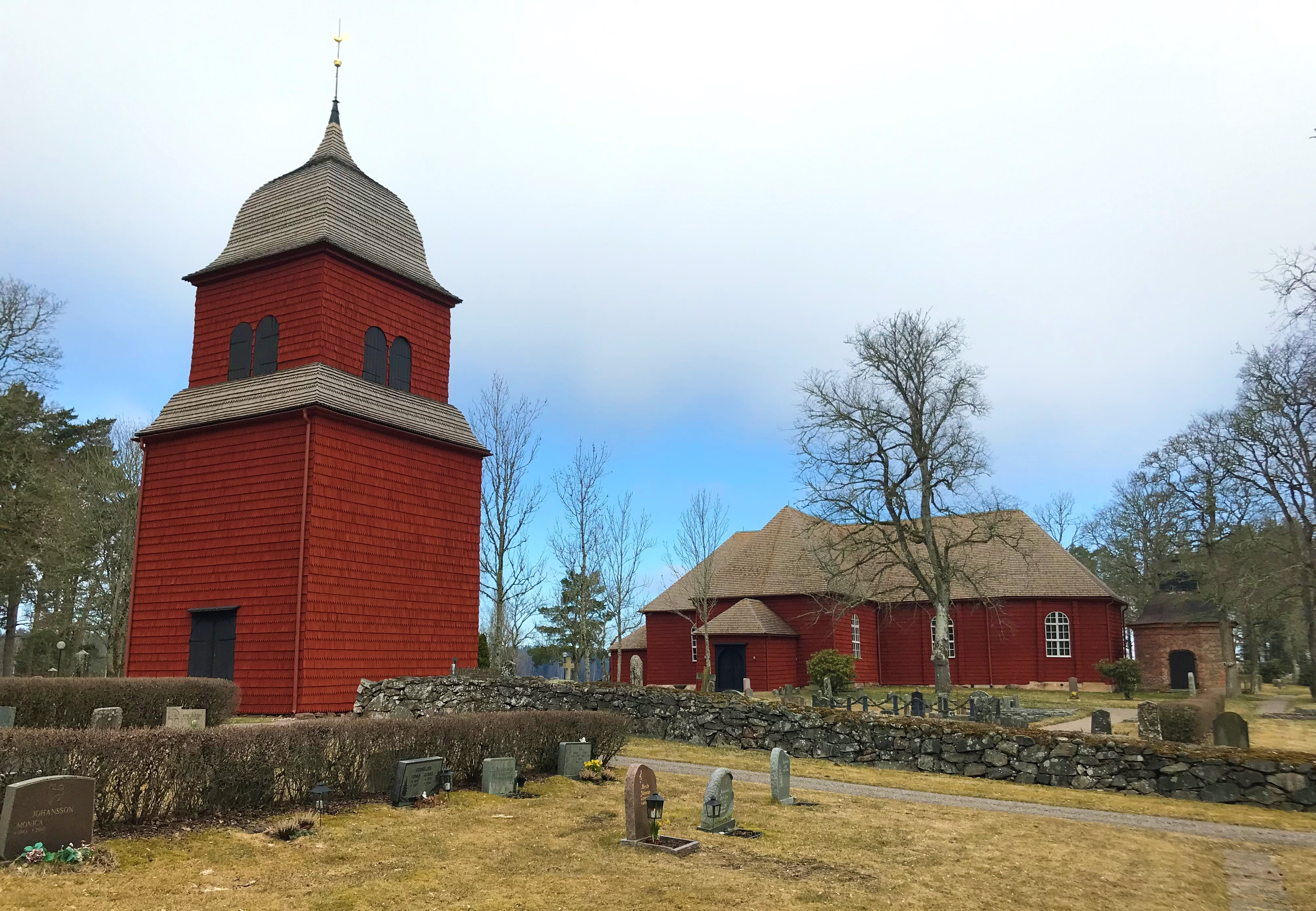
Fristående klockstapel. Till höger om kyrkan syns ett fristående gravkor för Säby gård.
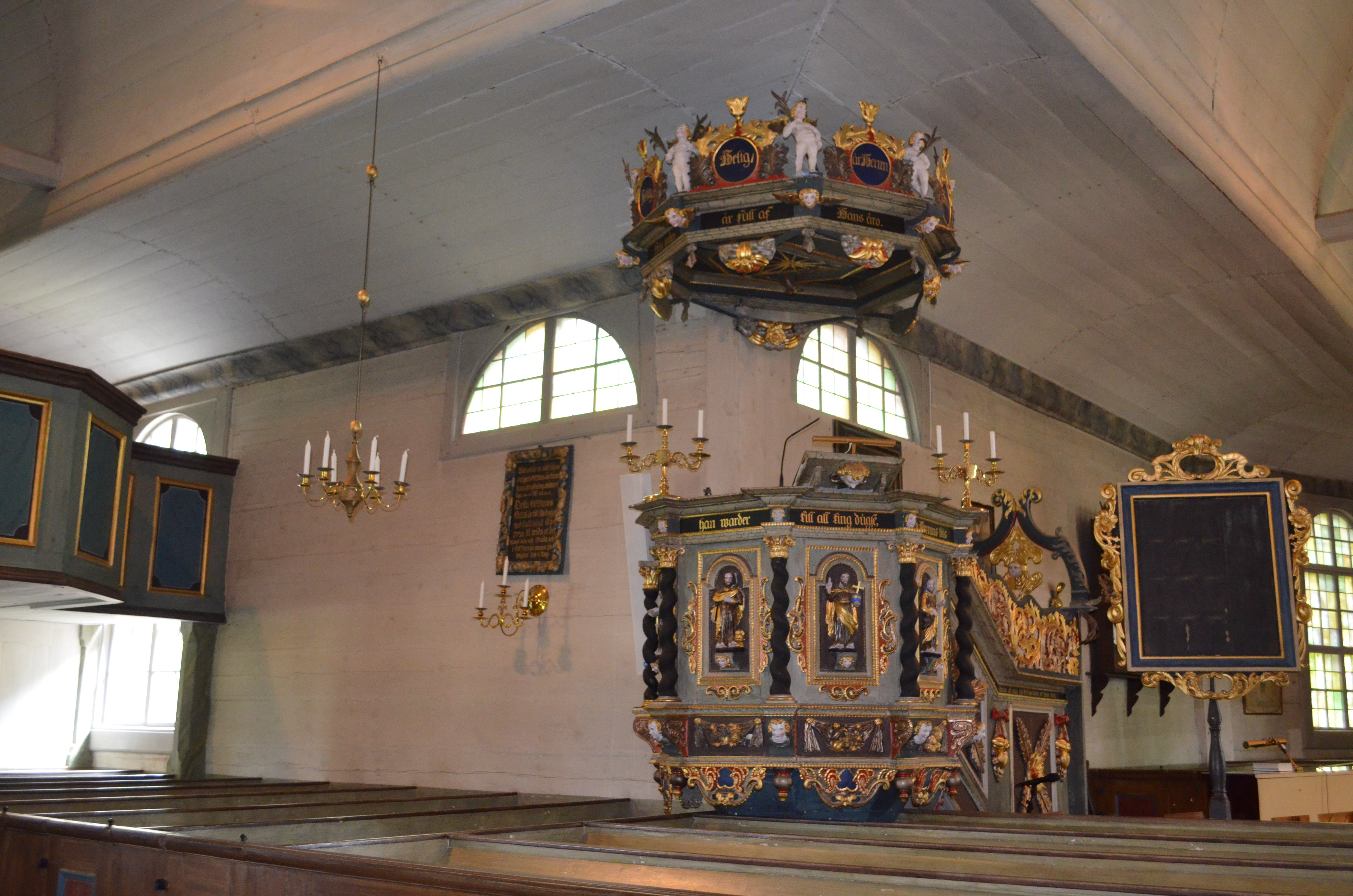
Norra korsarmen samt predikstolen.
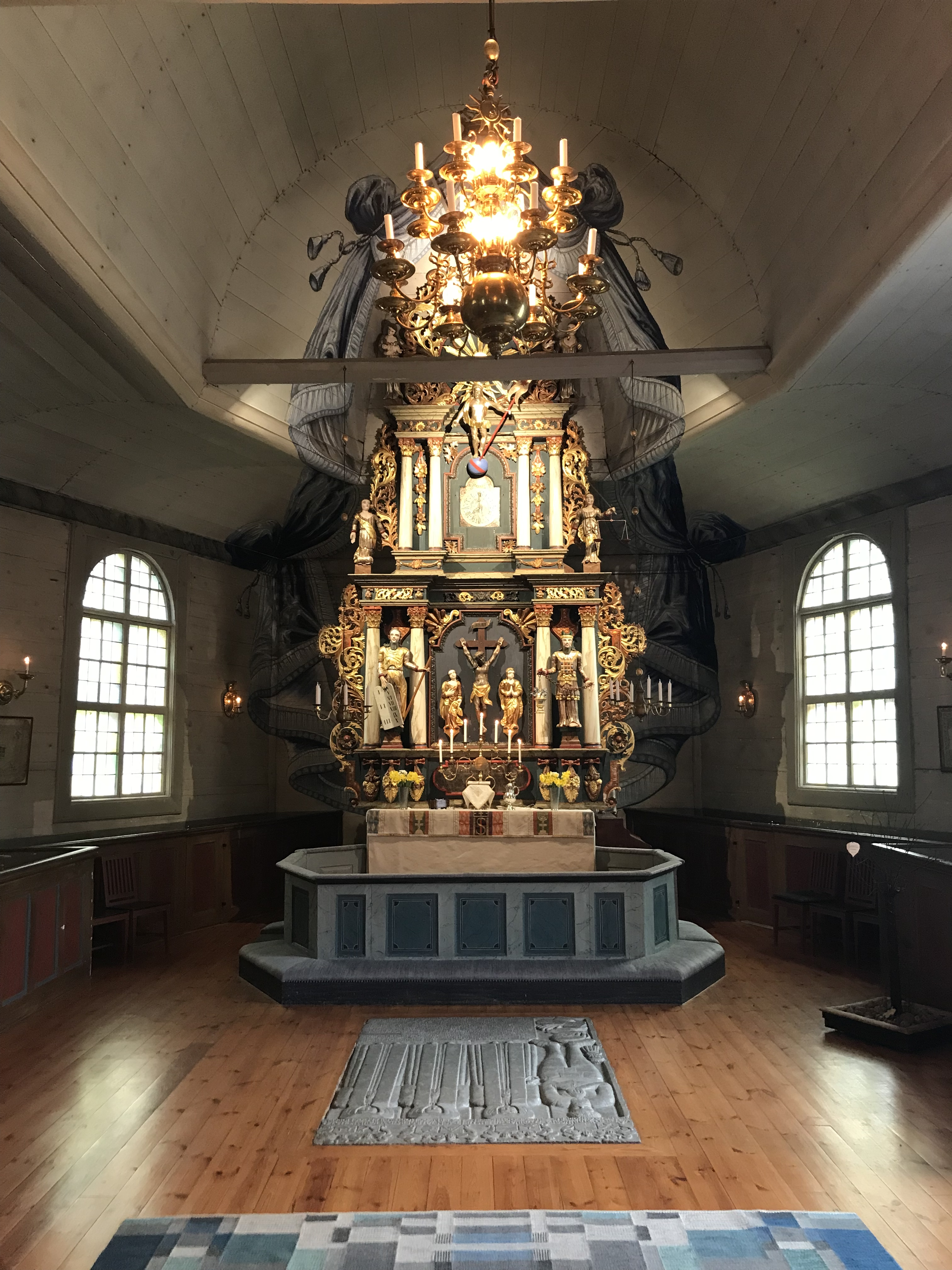
Altaruppsatsen, altaret och Ribbingska gravstenen.
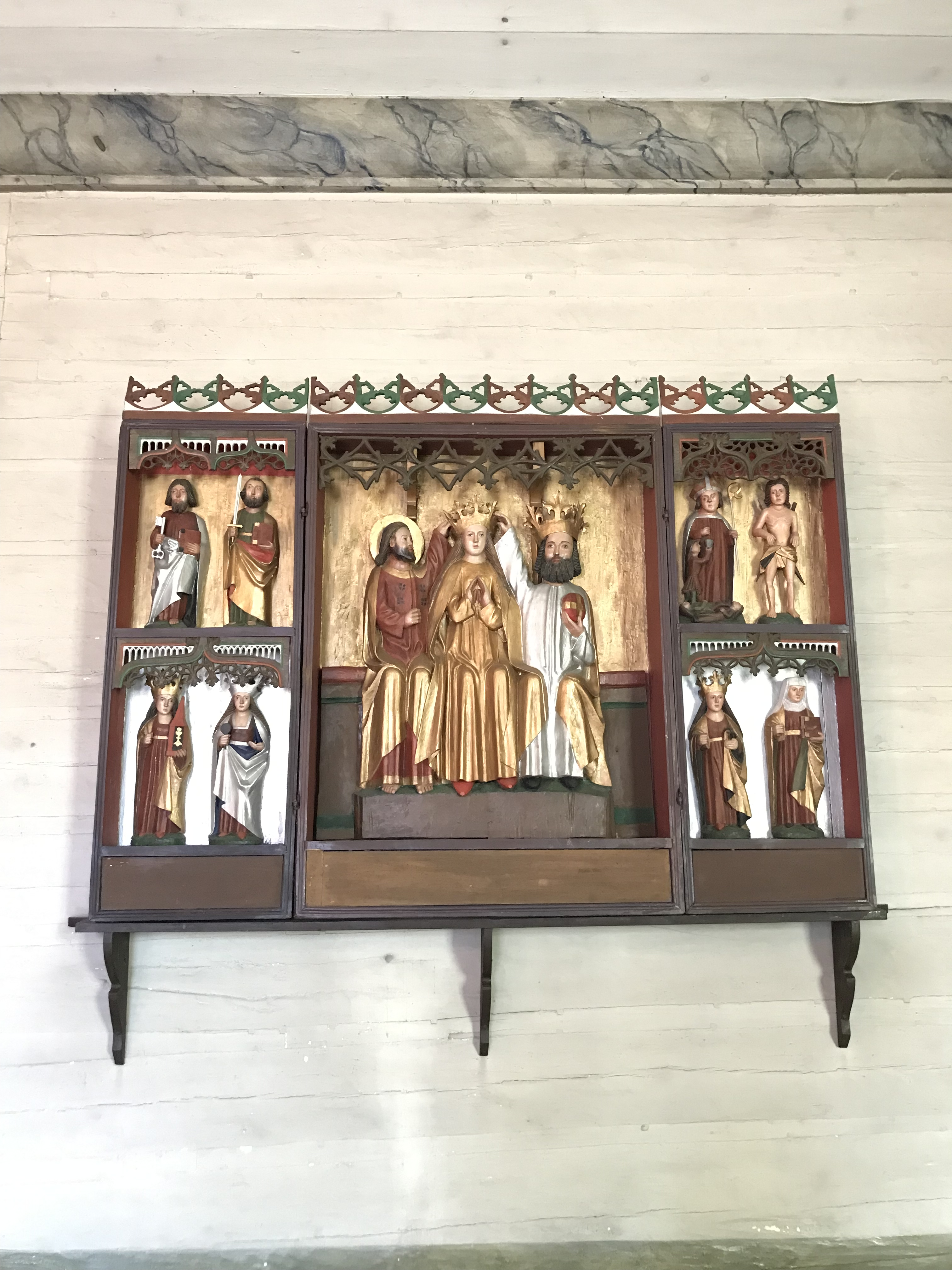
Altarskåpet från 1525 har Marie kröning som centralmotiv. Till vänster syns Petrus och Paulus, och under dem Sankta Barbara. Till höger syns Sankt Brynolf och Sankt Andreas, och under dem Sankta Elin.
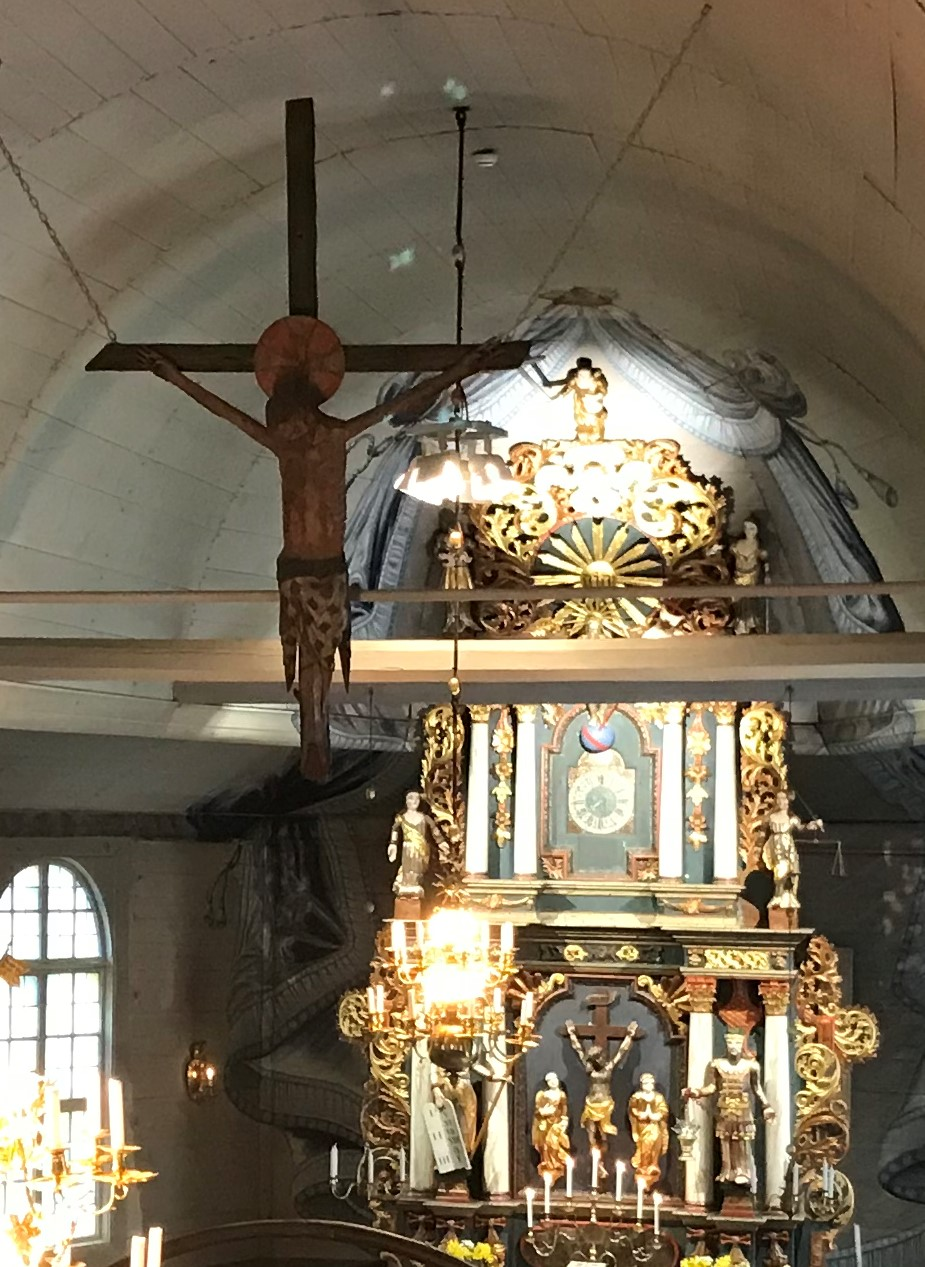
Triumfcrucifix från 1300-talet, från den allra första kyrkan på platsen.
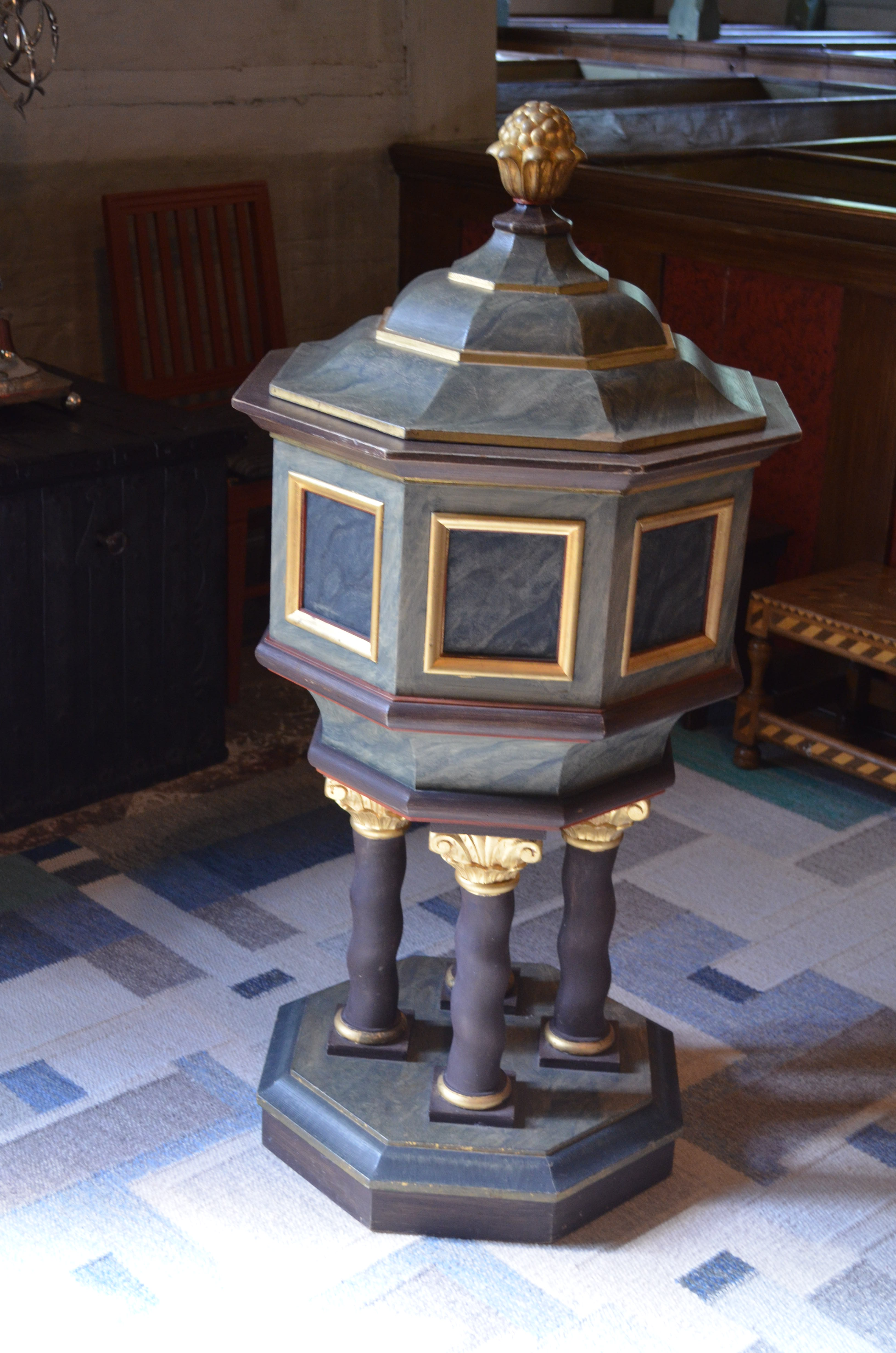
Dopfunt.
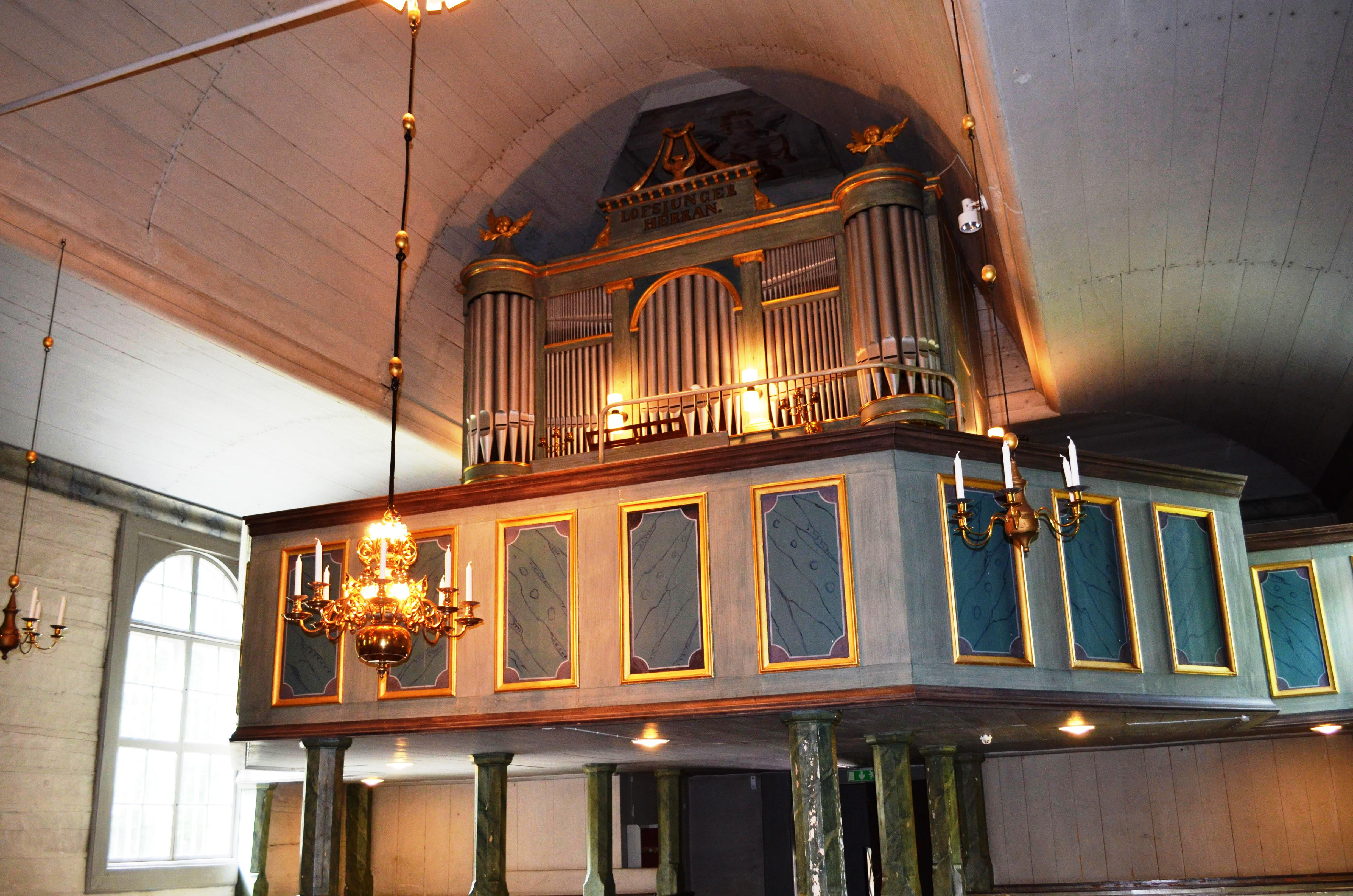
Orgelläktaren.